# 알레그레토 콰시 안단테, WoO 61a (베토벤)
피아노를 위한 《알레그레토 콰시 안단테 사단조, WoO 61a》은 1825년 9월 27일에 루트비히 판 베토벤에 의해 쓰인 작품이다.  

## 개요
본 작품은 음악 역사가 찰스 버니의 딸인 사라 버니 패인에게 헌정하기 위해 쓰인 작품이다. 하모니콘에 실린 한 기사에서 그녀는 1825년 9월 27일에 위대한 작곡가가 방문한 것에 대해 이야기 한다. 사라 버니 페인(1796–1868)을 그녀의 이모인 소설가 사라 해리엇 버니(1772–1844)와 혼동해서는 안된다. 두 여성이 혼란스럽게 여겨지는 것의 근원은 세이어의 베토벤 전기로 돌아가며, 그 이후로 모든 사람이 실수를 복사한 것으로 추정된다. 베토벤하우스 도서관의 책 중 하나는 찰스 버니의 《일반 음악사》였다. 크레비엘 (p.109)은 그것을 "아마도 영국인 팬의 선물"이라고 불렀다. 사라 버니 패인도 영국인 팬이었을 것으로 여겨지는데, 그녀는 1825년 9월 27일 베토벤을 방문했을 때 할아버지의 책을 가져와서 그에게 선물로 주고 이 작은 바가텔을 받았다. 이 작품의 연주 소요 시간은 약 30초이며, 출판은 베토벤의 사후에 이루어지고 있다. 